# Aufstiegserlaubnis
Eine Aufstiegserlaubnis benötigt, wer unbemannte Luftfahrtsysteme, die in Deutschland genehmigungspflichtig sind, aufsteigen lassen möchte. Als genehmigungspflichtige Luftfahrtsysteme gelten unbemannte Fluggeräte, wie zum Beispiel Raketen, Modellhubschrauber, Flächenflieger, Quadrocopter und deren ähnlichen Konstruktionen  einschließlich ihrer Kontrollstation (Fernsteuerung), die nicht zu Zwecken des Sports oder der Freizeitgestaltung betrieben werden.
Das maximale Abfluggewicht darf 25 kg nicht überschreiten. Ein Luftfahrtsystem muss sich darüber hinaus immer in der Sichtweite des Steuerers befinden.
Zuständig für die Erteilung einer Aufstiegserlaubnis sind die Luftfahrtbehörden der Länder. Bund und Länder erarbeiteten 2012 eine einheitliche Regelung für die Harmonisierung des Verwaltungshandelns. Diese gemeinsamen Grundsätze wurden in den Nachrichten für Luftfahrer (NfL I 161/12) veröffentlicht.

## Antrag
Bereits beim Antrag auf eine Aufstiegserlaubnis wird zwischen einer allgemeinen oder einer auf den Einzelfall bezogenen Erlaubnis unterschieden. Eine allgemeine Erlaubnis ist mit einer Gültigkeit von bis zu 2 Jahren erhältlich, wenn das Fluggerät weniger als 5 kg inklusive Nutzlast wiegt und über keinen Verbrennungsmotor als Antrieb verfügt. In allen anderen Fällen ist eine Erlaubnis für jeden einzelnen Aufstieg erforderlich.
Der Antrag ist schriftlich bei der jeweiligen zuständigen Landesbehörde zu stellen. Die folgenden Unterlagen werden benötigt:
- formloser Antrag mit den Namen und Anschrift der Steuerer
- Nachweis über den sicheren Umgang mit den entsprechenden Modellen (wird nicht von allen Bundesländern verlangt)
- Datenblatt des Unbemannten Luftfahrzeugs (engl. Unmanned Aerial Systems, (UAS))
- Begründung der Notwendigkeit
- Versicherungsnachweis
- bei juristischen Personen: Auszug aus dem Vereins-, Handels- oder Gewerberegister
- Datenschutzerklärung (wird von der jeweiligen Behörde zur Verfügung gestellt)
- Datum und Uhrzeit, Einsatzort, Dauer des Einsatzes und Besonderheiten

Die Genehmigung ist kostenpflichtig.

## Datenschutz
Die Luftfahrtbehörde prüft den Antragsteller auf die Einhaltung der einschlägigen datenschutzrechtlichen Bestimmungen. So darf mittels eines unbemannten Luftfahrtsystems nicht in den Bereich der privaten Lebensgestaltung Dritter eingedrungen werden. Wenn bei Prüfung des Antrags festgestellt wird, dass aufgrund der beabsichtigten Nutzung ein Verstoß gegen den Datenschutz vorliegt, wird keine Erlaubnis erteilt. Darüber hinaus ist der Steuerer des unbemannten Luftfahrtsystems verpflichtet auf datenschutzrechtliche Bestimmungen, Urheberrechte, Persönlichkeitsrechte u. a. zu achten und diese nicht zu verletzen.

## Einschränkungen bei Allgemeiner Aufstiegserlaubnis
Grundsätzlich gelten Einschränkungen zur Erlangung der Allgemeinen Aufstiegserlaubnis. Verboten sind Überflüge über:
- Menschenansammlungen (Volksfeste, Demonstrationen und ähnliche Veranstaltungen)
- Unglücksorten, Katastrophengebieten und anderen Einsatzorten von Polizei oder anderen Behörden und Organisationen mit Sicherheitsaufgaben (BOS)
- Justizvollzugsanstalten und militärische Anlagen
- Industrieanlagen und Kraftwerken

Darüber hinaus ist für den Überflug über Naturschutzgebiete eine besondere Genehmigung erforderlich. Auch bei vorhandener Aufstiegserlaubnis ist die zusätzliche Erlaubnis des jeweiligen Eigentümers bzw. des Verfügungsberechtigten des zum Start und zur Landung genutzten Grundstücks notwendig.